# Grammoptera semimetallica
Grammoptera semimetallica là một loài bọ cánh cứng trong họ Cerambycidae.